# Danske mesterskaber i atletik 1904
Danske mesterskaber i atletik 1904 24. juli på Ordrupbanen var det 11. Danske mesterskaber i atletik. Mesterskabet var åben for udenlandske deltager.
| Disciplin     | Guld                                     | Sølv                                             | Bronze                                          |
| ------------- | ---------------------------------------- | ------------------------------------------------ | ----------------------------------------------- |
| 100 meter     | Harald Grønfeldt Freja København 11.4    | Otto Bock OGF ?                                  | Claus Wold Kristiania IF ?                      |
| ¼ mile        | Harald Grønfeldt Freja København 55.2    | Carl Jørgensen Københavns FF 57.8                | Axel Johannes Petersen Freja Odense ?           |
| ¼ mile        | Harald Grønfeldt Freja København 2:10.2  | Peter Hansen OGF 2:11.4                          | C. Meyer IF Sparta 2:11.6                       |
| 1 mile        | Harald Grønfeldt Freja København 4:48.6  | Peter Hansen OGF 4:48.8                          | Christian Christensen IF Sparta ?               |
| 1 dansk mil   | Otto Larsen AIK 95 26:17.2               | Julius Jørgensen AIK 95 26:37.?                  | Christian Christensen IF Sparta 27:54.?         |
| 120 yards hæk | Carl Alfred Petersen Kristiania IF 19.6  | Fredrik Borchgrevink IF Odd ?                    | ?. Leipzing AGF ?                               |
| 220 yards hæk | Fredrik Borchgrevink 30,8                | Carl Alfred Petersen 30,9                        |                                                 |
| Højdespring   | Halfdan Bjølgerud Kristiania IF 1,70     | Carl Alfred Petersen Kristiania IF 1,70          | Fredrik Borchgrevink IF Odd 1,65                |
| Stangspring   | William Palme Københavns FF 2,93         | P. Frederiksen Ordrup 2,93                       | Fritz Bøchen Vikke Idrætsforeningen Urania 2,83 |
| Længdespring  | Aage Petersen Freja Odense 6,01          | Claus Wold Kristiania IF 5,98                    | Holger Warendorph Kristiania IF 5,85            |
| Kuglestød     | Vigand Møller OGF 10,60                  |                                                  |                                                 |
| Diskoskast    | A. F. Forsberg Stockholm 38,78           | Jørgen From OGF 29,07                            | Moritz Rasmussen Københavns FF 28,72            |
| Hammerkast    | A. F. Forsberg Stockholm 32,55           | Moritz Rasmussen Københavns FF 32,24             | Carl Jensen Københavns FF 32,16                 |
| Spydkast      | Vigand Møller OGF 37,30                  | Fritz Bøchen Vikke Idrætsforeningen Urania 34,70 | A. Christensen IF Sparta 33,25                  |
| Femkamp       | William Palme Københavns FF              |                                                  |                                                 |
| Tikamp        | Harald Grønfeldt Freja København 4828.00 | ?                                                | ?                                               |
| 15km cross    | Carl Jørgensen AIK 95 1:09,35            |                                                  |                                                 |

Kilde: DAF i tal
| Atletik | Spire Denne artikel om atletik er en spire som bør udbygges. Du er velkommen til at hjælpe Wikipedia ved at udvide den. |